# Harhys Stewart
Harhys Rizal Gareth Stewart bin Muhammad Ian Stewart (* 20. März 2001 in Singapur) ist ein singapurisch-walisischer Fußballspieler.

## Karriere

### Verein
Harhys Stewart erlernte das Fußballspielen in der Schulmannschaft der Singapore Sports School sowie in der National Football Academy. 2019 stand er im Kader der Reservemannschaft des Erstligisten Hougang United. 2020 wechselte er zu den Young Lions. Die Young Lions sind eine U23-Mannschaft, die 2002 gegründet wurde. In der Elf spielen U23-Nationalspieler und auch Perspektivspieler. Ihnen soll die Möglichkeit gegeben werden, Spielpraxis in der ersten Liga, der Singapore Premier League, zu sammeln. Sein Erstligadebüt gab er am 1. Spieltag (1. März 2020) im Spiel gegen Hougang United. Nach insgesamt 65 Ligaspielen wechselte er im Januar 2024 nach Thailand, wo er einen Vertrag beim Erstligisten BG Pathum United FC unterschrieb. Einen Tag nach der Verpflichtung wurde er an den Ligakonkurrenten Chiangrai United ausgeliehen. Für den Verein aus Chiangrai bestritt er 13 Ligaspiele. Nach der Ausleihe wurde er im Juli 2024 von Chiangrai fest unter Vertrag genommen. Nach insgesamt 37 Ligaspielen wechselte er im Sommer 2025 in den Kosovo. Hier schloss er sich in Ferizaj dem Erstligisten KF Ferizaj an.

### Nationalmannschaft
Harhys Stewart spielte von 2019 bis heute in den unterschiedlichsten Juniorennationalmannschaften von Singapur.

## Sonstiges
Harhys Stewart ist der Bruder von Ryhan Stewart.